# Willem Albracht

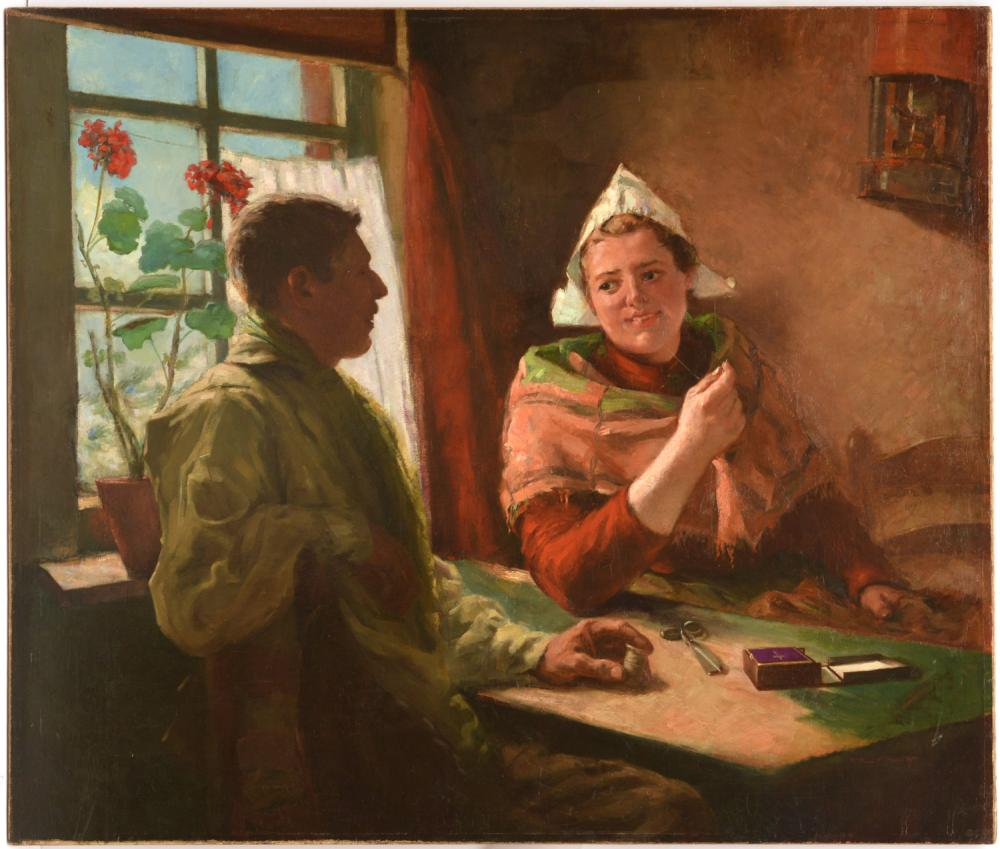
Ehepaar beim Gespräch

Willem Albracht (* 1861 in Antwerpen; † 1922 in Berchem (Antwerpen)) war ein belgischer Maler von Landschaften, Porträts, Genreszenen und Interieurs.
Albracht war Schüler der Koninklijke Academie voor Schone Kunsten van Antwerpen und dem Nationaal Hoger Instituut voor Schone Kunsten Antwerpen unter Charles Verlat. Nach dem Studium blieb er als freischaffender Künstler in Antwerpen.
Ab 1883 war er Mitglied des „Als ik kan“-Kreises in Antwerpen und stellte regelmäßig in Belgien und im Ausland aus (auf der Großen Berliner Kunstausstellung 1891 und 1896). Er unternahm Studienreisen nach den Niederlanden und Deutschland.